# Adam Jaroszewski
Adam Jaroszewski (ur. 25 listopada 1875 w Wojniczu, zm. 14 lipca 1920 w Koczanowicach) – pułkownik piechoty Wojska Polskiego, kawaler Orderu Virtuti Militari.

## Życiorys
Urodził się 25 listopada 1875 w Wojniczu, w ówczesnym powiecie brzeskim Królestwa Galicji i Lodomerii. Ukończył cztery klasy szkoły realnej w Koszycach i Szkołę Kadetów Piechoty w Łobzowie.
Jesienią 1894 został wcielony do Czeskiego Pułku Piechoty Nr 94 w Josephstadt. W 1895 został przeniesiony do Bośniacko-Hercegowińskiego Pułku Piechoty Nr 1 w Wiedniu. W latach 1903–1905 pełnił służbę w pułkowej Komendzie Okręgu Uzupełnień w Sarejewie na stanowisku oficera okręgu uzupełnień. W szeregach macierzystego pułku wziął udział w mobilizacji sił zbrojnych Monarchii Austro-Węgierskiej, wprowadzonej w związku z wojną na Bałkanach (1912–1913), a następnie walczył na frontach I wojny światowej. Od 1 sierpnia 1914 do 28 lutego 1915 był referentem batalionów marszowych w Oddziale II c. i k. Ministerstwa Wojny w Wiedniu. Od 15 marca 1915 komendantem batalionu Bośniacko-Hercegowińskiego Pułku Piechoty Nr 1 na froncie rosyjskim. Od 1 października 1916 był zastępcą przedstawiciela c. i k. Naczelnej Komendy Armii przy niemieckim Generalnym Gubernatorstwie w Warszawie. Od 15 marca 1917 komendantem batalionu i tymczasowym komendantem Pułku Piechoty Nr 96 na froncie włoskim. Od 1 maja do 1 listopada 1918 był zastępcą komendanta c. i k. Okręgu Kieleckiego Generalnego Gubernatorstwa Lubelskiego. W czasie służby w c. i k. Armii awansował na kolejne stopnie: kadeta-zastępcy oficera (starszeństwo z 1 września 1894), porucznika (starszeństwo z 1 listopada 1895), nadporucznika (starszeństwo z 1 listopada 1899), kapitana (starszeństwo z 1 listopada 1909) i majora (starszeństwo z 1 sierpnia 1916).
Z dniem 1 listopada 1918 został przyjęty do Wojska Polskiego z zatwierdzeniem posiadanego stopnia majora i przydzielony do Okręgu Wojskowego XVI „Przemyśl”. Od 30 listopada 1918 dowodził 10 pułkiem piechoty w Przemyślu, który 25 lutego 1919 został przemianowany na 37 pułk piechoty. W połowie grudnia 1918 na czele pułku walczył z Ukraińcami o Chyrów (zob. bitwa o Chyrów). Od 10 stycznia 1919 dowodził grupą swojego imienia w bitwie o Lwów. Na stanowisku dowódcy pułku 22 maja 1920 został zatwierdzony w stopniu pułkownika z dniem 1 kwietnia 1920, w piechocie, w grupie oficerów byłej cesarskiej i królewskiej Armii. Następnie pełnił obowiązki dowódcy VII Brygady Piechoty. 25 maja 1920 został dowódcą VIII Brygady Piechoty. 
Poległ 14 lipca 1920 w partyzanckiej zasadzce w rejonie Baranowicz. Razem z nim poległ adiutant sztabowy VIII Brygady Piechoty, kapitan Mieczysław Rudzki, który wcześniej był słuchaczem I Kursu Normalnego Wyższej Szkoły Wojennej w Warszawie. 27 lipca 1922 Naczelnik Państwa i Naczelny Wódz, marszałek Polski Józef Piłsudski dekretem L. 13862/V.M. Adj. Gen. odznaczył pośmiertnie obu oficerów Krzyżem Srebrnym Orderu Wojskowego Virtuti Militari.
Pośmiertnie został mianowany generałem brygady.
Był żonaty, miał jedno dziecko.

## Ordery i odznaczenia
W czasie służby w c. i k. Armii otrzymał:
- Order Korony Żelaznej 3. klasy z dekoracją wojenną i mieczami,
- Krzyż Zasługi Wojskowej 3 klasy z dekoracją wojenną i mieczami,
- Srebrny Medal Zasługi Wojskowej z mieczami na wstążce Krzyża Zasługi Wojskowej dwukrotnie,
- Brązowy Medal Zasługi Wojskowej z mieczami na wstążce Krzyża Zasługi Wojskowej,
- Krzyż Wojskowy Karola,
- Złoty Medal Jubileuszowy Pamiątkowy dla Sił Zbrojnych i Żandarmerii,
- Krzyż Jubileuszowy Wojskowy,
- Medal Pamiątkowy Bośniacko-Hercegowiński,
- Krzyż Pamiątkowy Mobilizacji 1912–1913[13].